# Camille Desmoulins (film)
Pour plus de détails, voir Fiche technique et Distribution.
Camille Desmoulins est un film muet français réalisé par André Calmettes et Henri Pouctal, sorti en 1911.

## Fiche technique
- Titre : Camille Desmoulins
- Réalisation : André Calmettes, Henri Pouctal
- Scénario : Henri Pouctal
- Photographie :
- Montage :
- Société de production : Le Film d'art
- Société de distribution : Agence générale cinématographique
- Pays d'origine :  France
- Langue : français
- Métrage : 400 mètres (1 bobine)
- Format : Noir et blanc — 35 mm — 1,33:1 — Muet
- Genre : Film dramatique, Film biographique, Film historique
- Durée : 13 minutes
- Dates de sortie : 
  -  France : 1911

## Distribution
- Émile Dehelly : Camille Desmoulins
- Louise Lara : Lucile
- Jules Leitner : Robespierre
- Degeorge : Danton
- Henri Desfontaines
- Renée Pré